# Gestreepte heidekokermot
De gestreepte heidekokermot (Coleophora pyrrhulipennella) is een vlinder uit de familie kokermotten (Coleophoridae). De wetenschappelijke naam is voor het eerst geldig gepubliceerd in 1839 door Zeller.
De soort komt voor in Europa.